# التنمية القائمة على البنية التحتية
تجمع التنمية الاقتصادية القائمة على البنية التحتية (بالإنجليزية: Infrastructure-based development)‏، والتي تسمى أيضًا التنمية المعتمدة على البنية التحتية (بالإنجليزية: infrastructure-driven development)‏، بين خصائص السياسة الرئيسية الموروثة من تقليد روزفلت التقدمي والاقتصاد الكينزي الجديد في الولايات المتحدة، والتخطيط الاقتصادي المركزي الديغولي والكولبرتي الجديد في فرنسا، والديمقراطية الاجتماعية الاسكندنافية، فضلاً عن . ورأسمالية الدولة في سنغافورة والصين: ترى أن نسبة كبيرة من موارد الأمة يجب أن يتم توجيهها بشكل منهجي نحو الأصول طويلة الأجل مثل النقل والطاقة والبنية التحتية الاجتماعية (المدارس والجامعات والمستشفيات) باسم الكفاءة الاقتصادية طويلة الأجل (تحفيز النمو في الصين). المناطق المتخلفة اقتصاديًا وتعزيز الابتكار التكنولوجي) والعدالة الاجتماعية (توفير التعليم المجاني والرعاية الصحية بأسعار معقولة).
وبينما يمكن مناقشة فوائد التنمية القائمة على البنية التحتية، فإن تحليل التاريخ الاقتصادي للولايات المتحدة يظهر أن الاستثمار القائم على البنية التحتية، على الأقل في بعض السيناريوهات، يساهم في النمو الاقتصادي، على المستويين الوطني والمحلي، ويمكن أن يكون مربحًا، مقاسًا بمعدلات أعلى من العائد. تظهر فوائد الاستثمار في البنية التحتية لكل من الاقتصادات ذات الطراز القديم (الموانئ والطرق السريعة والسكك الحديدية) وكذلك للعصر الجديد (السكك الحديدية عالية السرعة والمطارات والاتصالات والإنترنت ...).

## نموذج أشاور والأساليب الأكاديمية الأخرى
وفقا لدراسة أجراها د. أ. أشاور، هناك علاقة إيجابية وذات دلالة إحصائية بين الاستثمار في البنية التحتية والأداء الاقتصادي. علاوة على ذلك، فإن الاستثمار في البنية التحتية لا يؤدي إلى زيادة نوعية الحياة فحسب، بل استنادا إلى أدلة السلاسل الزمنية لفترة ما بعد الحرب العالمية الثانية في الولايات المتحدة، فإن البنية التحتية لها أيضا تأثير إيجابي على كل من إنتاجية العمل والإنتاجية المتعددة العوامل. يمكن تعريف الإنتاجية متعددة العوامل بأنها المتغير في دالة الإنتاج التي لا تنتج بشكل مباشر عن المدخلات ورأس المال الخاص والعام. ومن ثم فإن تأثير الاستثمار في البنية الأساسية على الإنتاجية المتعددة العوامل يشكل أهمية كبيرة لأن ارتفاع الإنتاجية المتعددة العوامل يعني ضمناً ارتفاع الناتج الاقتصادي وبالتالي نمواً أعلى.
بالإضافة إلى عمل أشور، تدعم دراسة مونيل فكرة أن الاستثمار في البنية التحتية يعمل على تحسين الإنتاجية. يوضح مونيل أن الانخفاض في نمو الإنتاجية متعددة العوامل خلال السبعينيات والثمانينيات مقارنة بالخمسينيات والستينيات يرجع إلى انخفاض مخزون رأس المال العام وليس إلى انخفاض التقدم التكنولوجي. ومن خلال إظهار أن رأس المال العام يلعب دورًا مهمًا في إنتاج القطاع الخاص، يساعد مونيل أشاور على إثبات أن الاستثمار في البنية التحتية كان عاملاً رئيسيًا في "الأداء القوي للاقتصاد في "العصر الذهبي" في الخمسينيات والستينيات من القرن الماضي".
ولإثبات وجهة نظره، قام أشاور ببناء نموذج، باستخدام البيانات الخاصة بالفترة الزمنية من عام 1953 إلى عام 1988، لمحاكاة تأثير زيادة الاستثمار العام على الاقتصاد الكلي. وتُظهِر محاكاته أن زيادة الاستثمار في البنية الأساسية الأساسية ربما أدت إلى تحسين أداء الاقتصاد بشكل كبير.
وفقًا لدراسات متعددة أجراها لويس كاين، كانت استثمارات البنية التحتية مربحة أيضًا. على سبيل المثال، قدر فوغل معدل العائد الخاص على سكك حديد يونيون باسيفيك بنحو 11.6%، في حين قدر المعدل الاجتماعي الذي يمثل الفوائد الاجتماعية، مثل تحسين كفاءة الشركات والإعانات الحكومية، بنحو 29.9%. وفي دراسة أخرى، قدر هيكلمان وواليس أن أول 500 ميل من السكك الحديدية في ولاية معينة أدت إلى زيادات كبيرة في قيمة العقارات بين عامي 1850 و1910. لقد حسبوا مكاسب الإيرادات من ارتفاع قيمة الأرض بما يتراوح بين 33 ألف دولار و200 ألف دولار لكل ميل، في حين تراوحت تكاليف البناء بين 20 ألف و40 ألف دولار لكل ميل. ومن ثم، فإن الإيرادات من بناء خط سكة حديد جديد تفوق التكاليف في المتوسط. وبينما كانت عوائد البناء الأولية مرتفعة، تضاءلت الربحية بعد أول 500 ميل.

## أنظر أيضا
- اقتصاد دائري
- الصفقة الجديدة
- الصفقة الجديدة الخضراء
- الإصلاح الاقتصادي الصيني
- مبادرة الحزام والطريق
- بنية تحتية عامة